# Halysidota rindgei
Halysidota rindgei là một loài bướm đêm thuộc phân họ Arctiinae, họ Erebidae.